# Goffredo Bellonci
Goffredo Bellonci (né à Bologne, le 5 septembre 1882 et mort à Lido di Camaiore le 31 août 1964) est un journaliste et critique littéraire italien. 